# Bannigadhi Jayagadh
Bannigadhi Jayagadh (en népalais : बान्नीगढी जयगढ) est une municipalité rurale du Népal située dans le district d'Achham. Au recensement de 2011, elle comptait 17 359 habitants.
Elle regroupe les anciens comités de développement villageois de Gajara, Janalikot, Baradadivi, Timilsain, Kalika et Darna.